# Gustave Courbet
Jean Désiré Gustave Courbet (Ornans, 10 giugno 1819 – La Tour-de-Peilz, 31 dicembre 1877) è stato un pittore francese.

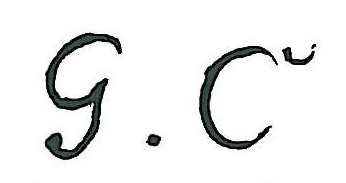
Firma di Gustave Courbet

È conosciuto soprattutto per essere stato il più significativo esponente del movimento del realismo (e accreditato anche dell'invenzione del termine stesso). 
(Gustave Courbet)

## Biografia

### Giovinezza
Jean Désiré Gustave Courbet nacque il 10 giugno 1819 ad Ornans, cittadina nel cuore della Franca Contea, incastonata nel massiccio del Giura. Era il figlio primogenito di Régis e Sylvie Oudot Courbet, una prospera famiglia di agricoltori proprietaria di un vasto patrimonio terriero; ebbe inoltre tre sorelle, Zoé, Zélie e Juliette. Per tutta la sua vita Courbet fu legato ai suoi familiari da un saldo vincolo affettivo, tanto da ritrarli diverse volte a fianco dei protagonisti delle sue composizioni; provò un'appassionata devozione anche per i suoi luoghi dell'infanzia, che spesso incluse nell'ambiente paesistico di diversi suoi quadri.

Autoritratto o Uomo disperato (circa 1843); olio su tela, collezione privata

Ancora fanciullo studiò presso la scuola locale, dando prova di carattere ribelle e sanguigno, e apprendendo i primi rudimenti dell'arte pittorica dal padre, professore ad Ornans e allievo di Antoine-Jean Gros. Nel 1837 si trasferì presso la città universitaria di Besançon, seguendo la volontà dei genitori che desideravano che si avviasse alla professione di avvocato; qui, tuttavia, vedendo ben presto come privilegiasse gli studi pittorici, il giovane Gustave si accostò alle lezioni di Charles-Antoine Flajoulot, emulo di David, che seguiva con molta irregolarità. Anche quando partì per Parigi, malgrado si fosse iscritto subito alla facoltà di diritto, non seguì quasi mai i suoi corsi, preferendo coltivare i propri interessi artistici da totale autodidatta: Courbet, infatti, approdò in una città che serbava tracce di un grandissimo fervore artistico che attirava artisti di grande nome, quali Géricault e Delacroix, e che trovava espressione nell'attività culturale vivacissima, animata dalle diverse esposizioni e dai musei. Visitò numerose volte il Louvre, ove ebbe modo di cambiare atteggiamenti a confronto diretto con le opere di Rubens, Rembrandt, Caravaggio e Tiziano; ebbe libero accesso anche alla «galleria spagnola» del re Luigi Filippo, dove scoprì i dipinti di Velázquez e Zurbarán, che si sarebbero rivelati decisivi per la sua formazione. Courbet si definì "discendente" di Tiziano e Veronese.
Il giovane Courbet a Parigi si divise tra un'intensa attività di studio e gli svaghi e i divertimenti concessi da una grande città. Intrecciò infatti una relazione amorosa con la modella Virginie Binet, che gli diede una figlia nel settembre 1847, e frequentò assiduamente la brasserie Andler, birreria scelta come luogo di ritrovo da diversi artisti e intellettuali parigini, quali Baudelaire, Champfleury e Proudhon. In ogni caso, Courbet non trascurò affatto gli studi pittorici, realizzando una serie di opere dove è già evidente il distacco dallo stile romantico: tra queste, notevoli sono Il disperato (1841), L'uomo con il cane nero (1842), L'uomo ferito (1844-1854), e il Ritratto dell'artista (1845-1846).

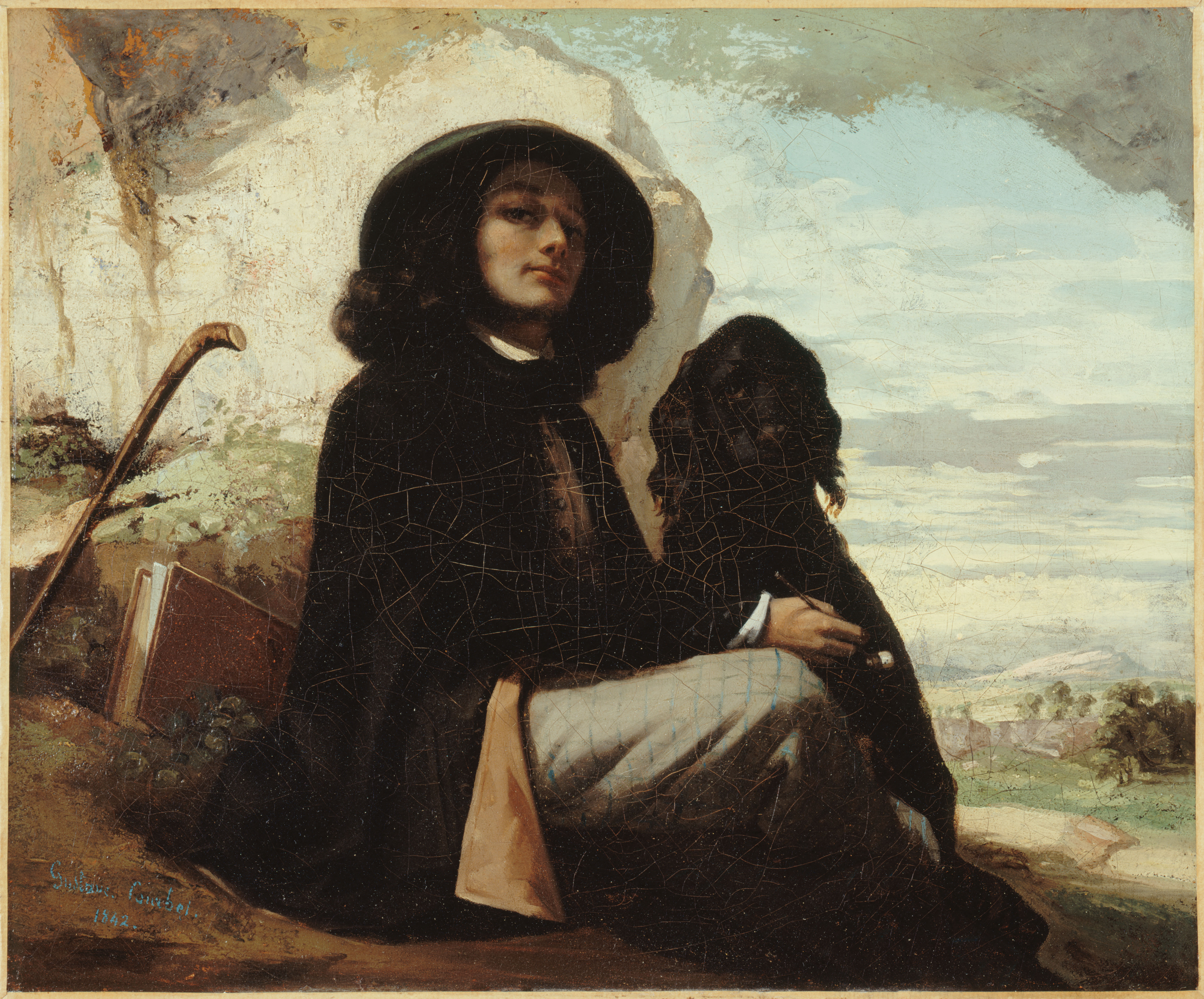
Autoritratto con cane nero (1844)

### «… poiché proprio di realismo si tratta»

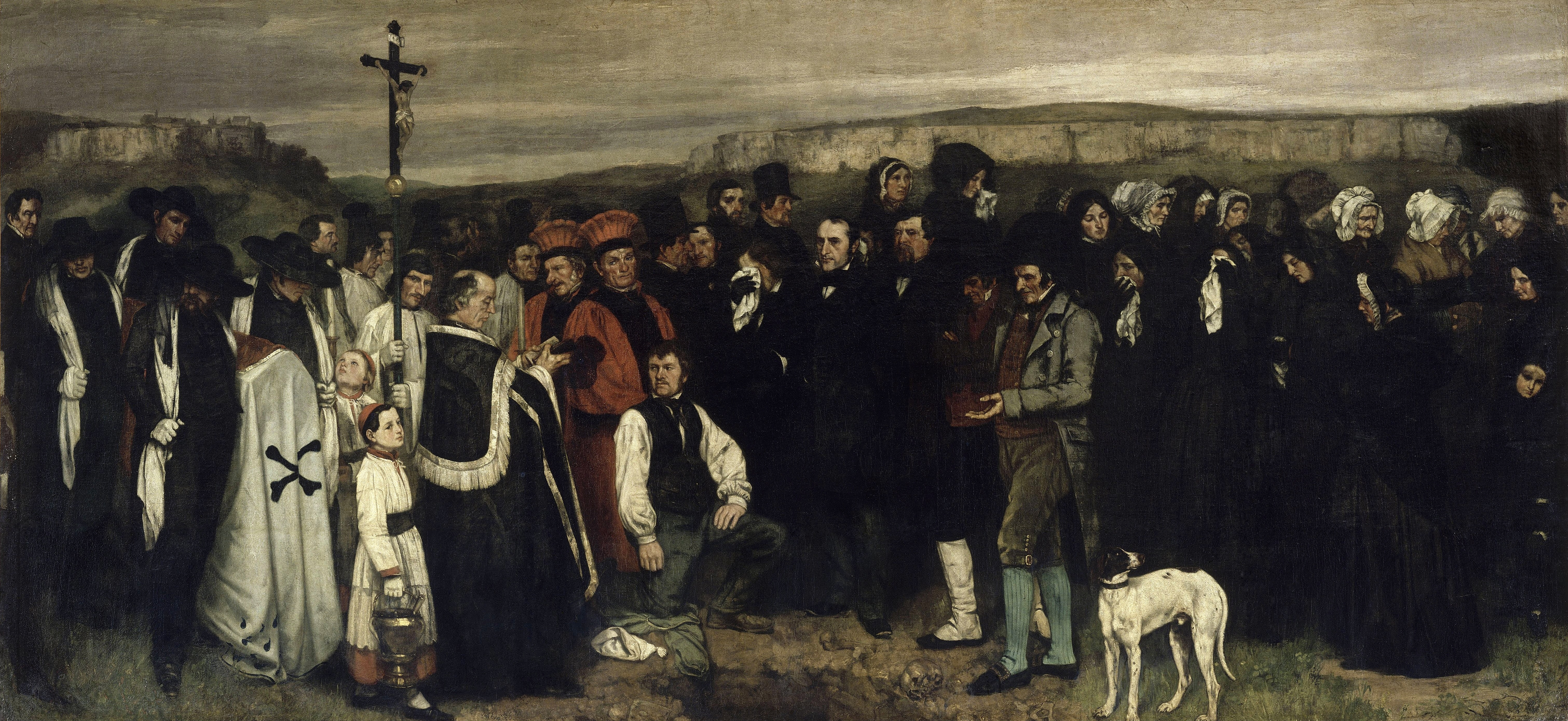
Funerale a Ornans (1849-1850); olio su tela, 315×668 cm, Musée d'Orsay

L'«incrollabile fiducia in se stesso e l'indomita tenacia» (per usare le parole dell'amico Castagnary) di Courbet furono presto premiate: nel 1848, sfruttando l'assenza  della commissione giudicatrice, in occasione del Salon (che sino ad allora aveva accettato solo pochissime sue opere) il pittore ebbe l'occasione di esporre una decina di quadri e disegni. Egli acquistò in questo modo un minimo di notorietà, che gli consentì di inviare ulteriori dipinti alle edizioni successive della mostra: nel 1849 partecipò con il Dopocena ad Ornans, opera che - oltre a chiudere il periodo giovanile e a inaugurare quello della maturità - fu acquistata dallo Stato e gli valse pure una medaglia di seconda classe.
Non tutti i suoi quadri, però, vennero accolti così calorosamente: è questo il caso, sempre nel 1849, di Gli spaccapietre (opera andata distrutta durante la seconda guerra mondiale) e del Funerale a Ornans, presentato al Salon del 1850-1851, che suscitò aspre critiche e polemiche nel mondo artistico parigino. Ad essere accusate, nel Funerale a Ornans, furono la trivialità dell'insieme, la «bruttezza» dei personaggi, l'audacia dell'artista nel servirsi di un formato grande, sino ad ora appannaggio esclusivo della pittura storica, quella considerata più alta e nobile; ad apprezzare il dipinto vi fu solo un critico, che profeticamente predisse che questo dipinto avrebbe simboleggiato «nella storia moderna le colonne d'Ercole del Realismo». Sempre nel 1849 realizzò l'opera Dopocena a Ornans nel filone del Realismo e di pittura storica; rappresenta una scena contadina ambientata in una locanda rustica e famigliare francese del XIX secolo. Attraverso una finestra bassa posta al di fuori della scena pittorica, dona luce facendo risaltare l'usura del legno delle sedie, gli avanzi della cena e lo spessore della tovaglia. Tra i personaggi si può riconoscere a capotavola il padre di Courbet e l'uomo con la barba come l'artista stesso. Evidenti sono in quest'opera i riferimenti a Caravaggio, ricordando Vocazione di San Matteo.

L'atelier del pittore (1854-1855); olio su tela, 361×598 cm, Musée d'Orsay

Ma se da una parte l'arte di Courbet suscitò notevole scandalo, dall'altra non mancarono i ferventi ammiratori: Alfred Bruyas, dopo aver visto Le bagnanti, ne rimase talmente colpito da acquistare il dipinto e ospitare il pittore in casa sua a Montpellier. D'ora innanzi Courbet, potendo contare sulla protezione di questo munifico mecenate, ebbe la possibilità di esprimere liberamente la propria arte; crebbe intanto anche la sua fama, tanto che le esposizioni dei suoi quadri iniziarono ad essere contese in tutta Europa, dalla Germania all'Austria.
La tela più rappresentativa di questo periodo è L'atelier del pittore (1853-1855), dove Courbet rese noti i principi ispiratori della propria arte; questa enorme allégorie réelle, tuttavia, venne rifiutata dal giurì del Salon per via delle sue dimensioni giudicate eccessive (circa quattro metri per sei). Oltraggiato da questo affronto, Courbet decise di organizzare una propria mostra personale, accanto dell'esibizione del Salon, intitolata simbolicamente Du réalisme: questa manifestazione, ospitata nei locali del cosiddetto «Padiglione del Realismo» (fatto erigere dal pittore a proprie spese), comprendeva ben quaranta dipinti corredati da un breve scritto programmatico e da un catalogo, nel quale dichiarò che «la qualifica di realista gli è stata imposta, come agli uomini del 1830 era stata imposta la qualifica di romantici». Fu in questo modo che Courbet venne salutato come il capo del nuovo indirizzo realista: per ulteriori informazioni sul Realismo, e generalmente sulla concezione pittorica di Courbet, si veda il paragrafo  Concezione pittorica e stile.

### Il successo
Al Salon del 1857 Courbet partecipò con il dipinto Fanciulle sulla riva della Senna, grazie al quale giunse al culmine del successo; la sua arte iniziò a riscuotere consensi, e l'artista poté in questo modo godere della protezione di numerosi ammiratori e mecenati.
Il maestro, ormai, non sapeva più come corrispondere alle commissioni che gli piovevano da tutte le parti: in questo periodo Courbet lavorò alacremente, dipingendo paesaggi, scene di caccia, nature morte floreali. Nel 1863 ribadì la propria indole caustica e irriverente con l'esecuzione de Il ritorno dall'assemblea, che raffigura un gruppo di preti e dignitari ecclesiastici con l'intelletto annebbiato dai fumi dell'alcol, spersi per una strada di campagna. 

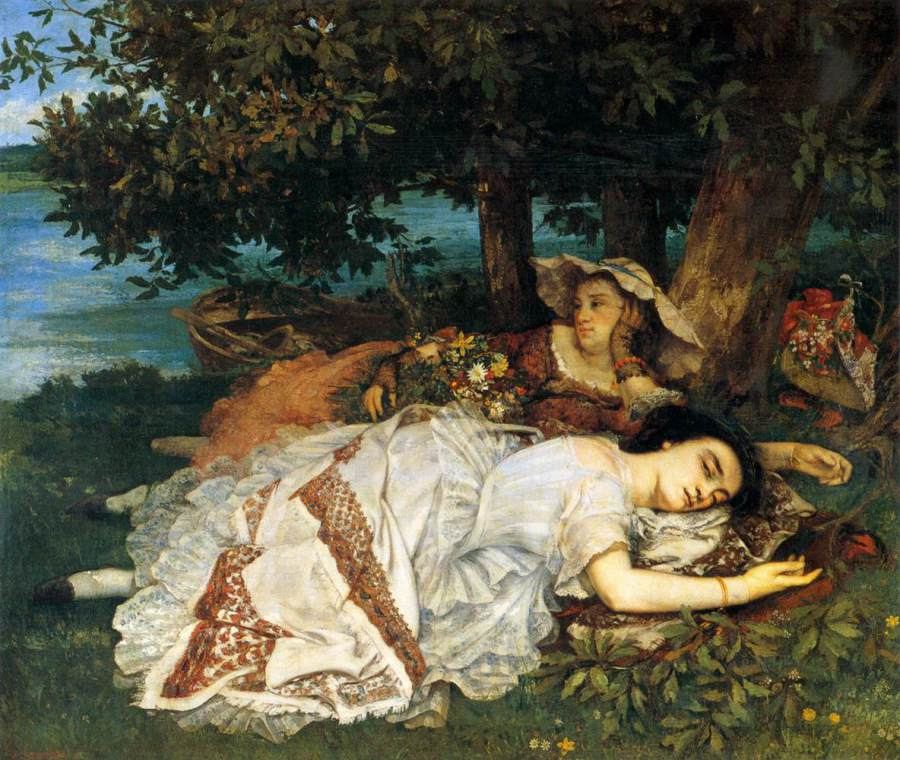
Signorine in riva alla Senna (1857); olio su tela, 174×200 cm, Musée de Petit Palais

L'opera suscitò aspre polemiche, venendo rifiutata con sdegno sia dal Salon del 1863 «per oltraggio alla morale religiosa» che dal Salon des Refusés; venne quindi acquistata da un contemporaneo di Courbet che, sconcertato dal soggetto raffigurato, la distrusse. A quest'epoca appartengono anche Venere e Psiche (1863), scena lesbica ritenuta «indecente» dai giudici del Salon, e L'origine del mondo (1866) che, per via della sua grande carica erotica, rappresenta certamente l'opera più provocante realizzata da Courbet. Ad aver posato per il dipinto fu probabilmente Joanna Hiffernan, detta anche Jo l'Irlandese; era costei l'amante di James McNeill Whistler, e successivamente di Courbet che, quando la conobbe, la elesse a sua musa ispiratrice per diversi suoi dipinti (notevole è la serie Jo, la belle irlandaise, realizzata fra il 1865 e il 1866).
Nel 1867 Courbet decise di contrapporre all'ufficialità dell'Esposizione Universale del 1867, che pure gli espose ben nove dipinti, un'altra mostra personale, stavolta ospitata in un edificio eretto per l'occasione a Place de l'Alma; nelle sale del padiglione si raccolsero oltre cento pitture. Nell'estate del 1869 soggiornò a Étretat, in Normandia; Courbet colse spunti e ispirazione dalla selvaggia bellezza di queste terre, realizzando Il mare in burrasca e La falesia di Etretat dopo la tempesta. Ambedue le tele vennero esposte al Salon del 1870, dove riscossero plausi e lodi da parte di tutti, con un successo di critica che consolidò definitivamente la sua fama.

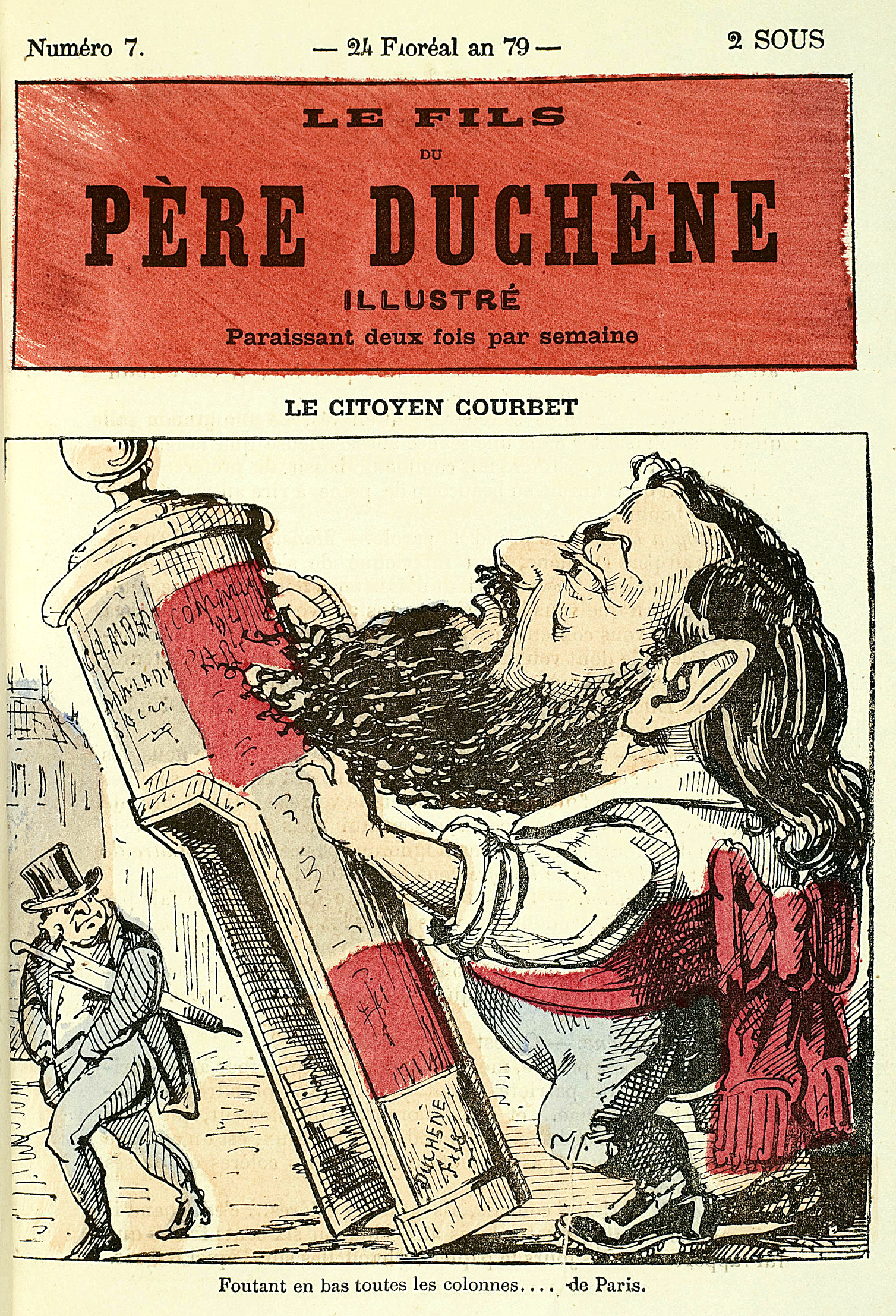
Courbet effigiato dal Père Duchêne (1871) nell'atto di abbattere una colonnina pubblicitaria

### Courbet e la Comune di Parigi
(Musée d'Orsay)
Nel 1870, la Francia fu sconvolta da grandi cambiamenti politici. Stava infatti imperversando la guerra franco-prussiana, combattuta tra il secondo Impero francese ed il regno di Prussia. Mentre Parigi, subendo la vigorosa offensiva delle truppe tedesche, andava sempre più spopolandosi, Courbet decise invece di rimanere in città, complice forse un residuo d'influsso sanculotto (sanculotto era stato il nonno), e la volontà di «investire le proprie energie in una resistenza energica e idealistica» (Musée d'Orsay). Alla proclamazione della terza Repubblica francese, Courbet venne totalmente coinvolto nel conflitto, venendo nominato presidente della Commissione delle arti: ricoprendo quest'ufficio, Courbet ebbe la possibilità di salvaguardare l'immenso patrimonio artistico di Parigi dalla furia dei soldati prussiani, prelevandolo dai musei e custodendolo in luoghi ritenuti sicuri.
Nel settembre del 1870, inoltre, chiese al governo di Difesa nazionale l'abbattimento della colonna di place Vendôme, eretta da Napoleone Bonaparte per commemorare la vittoria francese alla battaglia di Austerlitz e ottenuta fondendo i cannoni austriaci. Courbet manifestò un sentito disprezzo verso questo simbolo delle glorie napoleoniche e di oppressione:
(Gustave Courbet)
A seguito della schiacciante vittoria tedesca nella guerra franco-prussiana, nel 1871 il popolo parigino si sollevò e - promuovendo maggiore equità sociale - istituì la Comune di Parigi; Courbet salutò con commozione e sincero ardore questa nuova forma di governo, divenendo membro del suo Consiglio e assessore all'istruzione pubblica. L'entusiasmo di quei giorni fece sì, inoltre, che il 12 aprile venisse deliberata dalla Comune la demolizione della colonna, attuata effettivamente il 16 maggio 1871. Courbet non partecipò direttamente all'abbattimento, ma era evidente la responsabilità che rivestiva nell'intera vicenda, che gli causerà, alla caduta del Comune, grandi sacrifici e dolori.
La lunga serie di guai giudiziari a carico di Courbet ebbe inizio infatti il 7 giugno 1871 quando venne arrestato dalle milizie del presidente Adolphe Thiers, nel frattempo rifugiatosi a Versailles. Il pittore, accusato dal tribunale di guerra di «essersi […] reso complice, abusando della sua autorità» dello smantellamento della colonna, venne condannato a sei mesi di carcere (alla prigione di Sainte-Pélagie) e a una multa di cinquecento franchi, cui si aggiunsero 6850 franchi di spese penali; durante la detenzione eseguì una significativa serie di nature morte. La pena pecuniaria, già ingente, divenne ancora più esorbitante quando Courbet, a seguito di un nuovo processo nel 1873, venne sanzionato per un totale di 323 091 franchi e 68 centesimi, pagabile a rate, così da rimborsare le spese di ricostruzione della colonna Vendôme.

### Ultimi anni

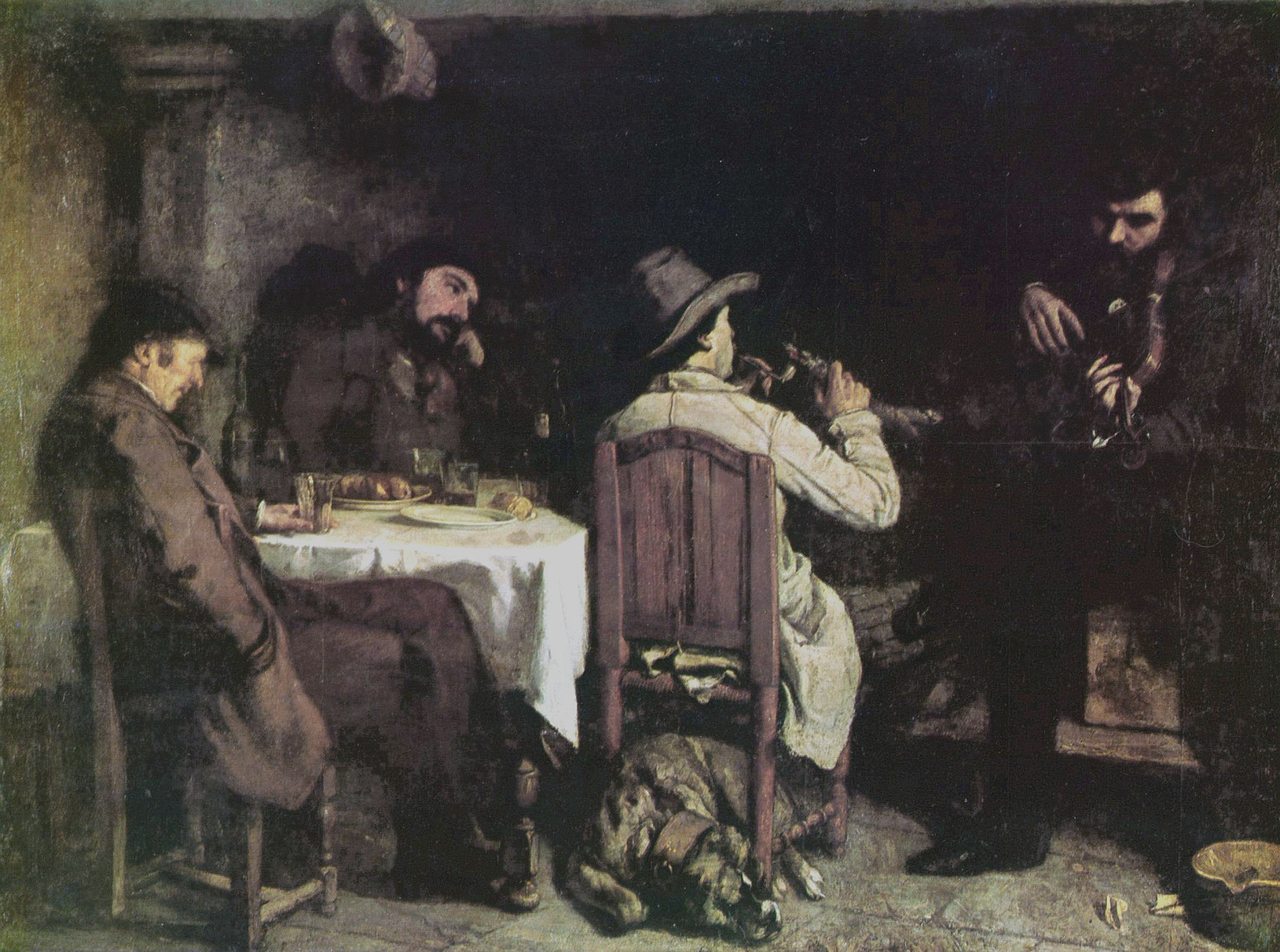
L'Après-dînée à Ornans (1849), olio su tela, Lilla, palazzo delle belle arti a Lille. La tela con la quale giunse il successo.

L'esclusione dal Salon del 1872 e il timore di essere di nuovo imprigionato spinsero Courbet a lasciare la Francia e a rifugiarsi in Svizzera, dove intendeva soggiornare fino a quando la situazione in patria non si fosse mitigata. Nonostante venisse accolto benevolmente dai cittadini elvetici, il declino di Courbet come uomo e come artista era ormai inarrestabile. Fiaccato dalla commiserazione e dalla sofferenza per la condizione di esule, egli si diede a uno stile di vita dissipato, annegando i propri dispiaceri negli alcolici; anche la sua produzione risentì da questa condizione, tanto che realizzò tutt'al più opere mediocri.
Per via della sua attitudine a bere Courbet, già afflitto da una grave obesità, ben presto contrasse una cirrosi epatica, che lo condusse a morte il 31 dicembre 1877 a La Tour-de-Peilz, presso Vevey: il giorno successivo avrebbe dovuto pagare la prima rata al governo francese per la ricostruzione della colonna Vendôme.
Venne sepolto nel cimitero di Ornans.

## Concezione pittorica e stile

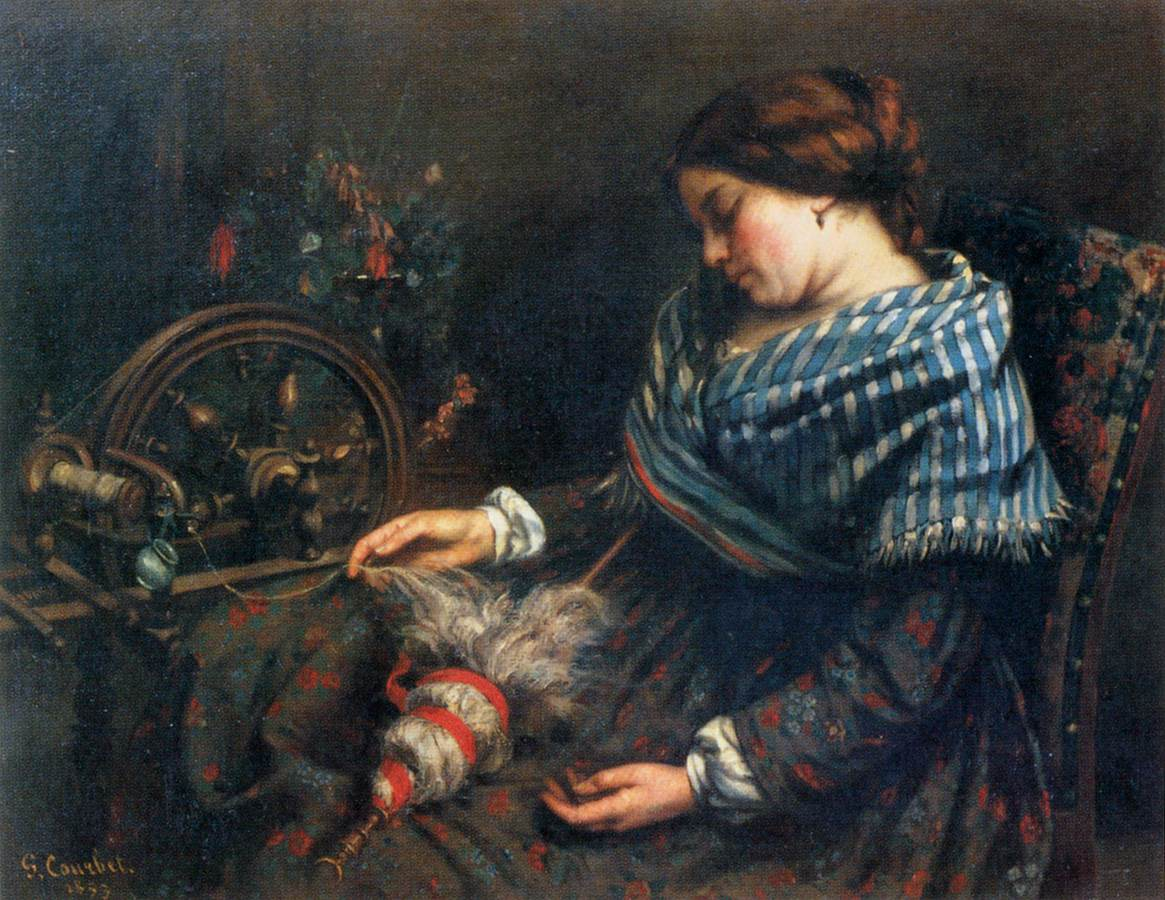
La filatrice (1853); olio su tela, 91×115 cm, Museo Fabre, Montpellier

Gustave Courbet è considerato l'iniziatore ed il principale animatore del Realismo francese, movimento pittorico che tende ad una rappresentazione fedele della realtà, indagata con un linguaggio diretto e privo di abbellimenti. In questo modo, i dipinti di Courbet sono caratterizzati da un'elevatissima verità di rappresentazione, che si sostanzia nella spontaneità dei soggetti e delle composizioni, senza imposizioni di alcun genere. Il rifiuto di Courbet verso le messe in posa e le esigenze del decoro emerge ne La filatrice, dove egli ritrae di nascosto sua sorella che, vinta dalla fatica, si addormenta. 
In questo modo la realtà cessa di essere idealizzata ed acquisisce una dignità prima impensabile: nei quadri di Courbet, a essere degni di rappresentazione non sono solo il bello e l'armonico, così come imposto dai dettami della pittura romantica, ma anche quei momenti non «nobili», triviali, che facendo parte della quotidianità restano comunque in grado di qualificare l'arte.
(Gustave Courbet)
Oltre che per la concezione pittorica, i dipinti di Courbet sono «fisici» anche nella tecnica e nello stile esecutivo. La tavolozza di Courbet, che comprende principalmente verdi, bruni e grigi, si sostanzia infatti di toni terrestri, pesanti; analogamente, per conferire corporeità alle proprie opere, spesso Courbet applicava sulla superficie pittorica una materia grumosa, composta da uno spesso strato di colore a olio misto a sabbia, stendendola con l'utilizzo di una spatola.

## Retaggio

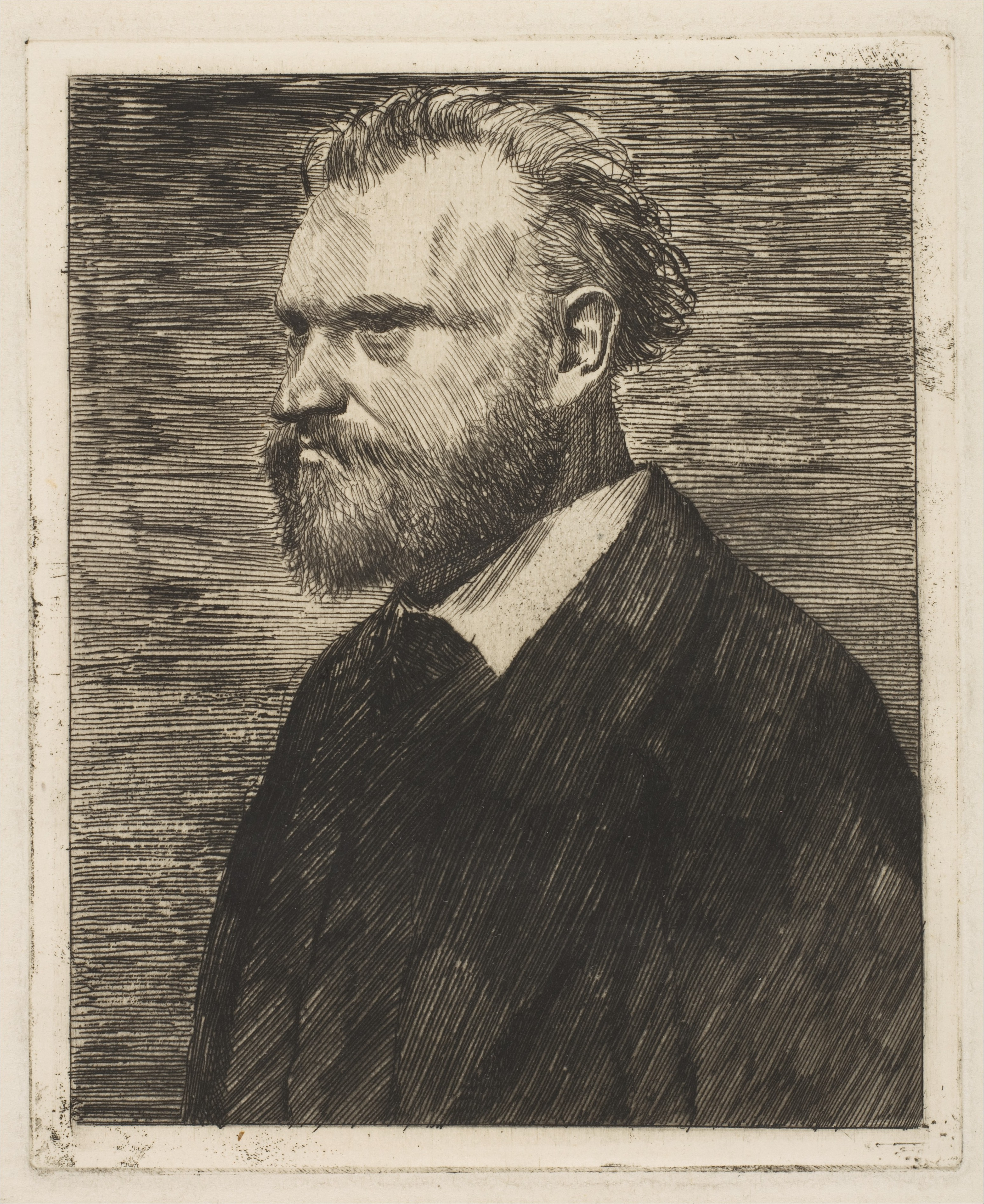
L'arte di Édouard Manet presenta forti debiti nei confronti di Courbet

L'arte realista di Courbet ebbe influenza su diversi pittori a lui successivi, specialmente impressionisti. Paul Cézanne, che si ispirò a Courbet per il particolare utilizzo della spatola e per il ricorso ad un impasto denso e ai colori scuri, ricordò con affetto e venerazione le sue pitture di paesaggio:
Anche Édouard Manet fu sensibile all'influenza di Courbet, e - come il grande maestro realista - rivisitò in diverse opere il nudo femminile, dando spesso scandalo e suscitando l'animosità del pubblico. La Colazione sull'erba (1863) fu sottoposta a violente critiche quando venne inviata per il Salon del 1863; analogamente, in occasione del Salon del 1865, la giuria vilipese criticò aspramente l'Olympia, condannando l'eccessiva sensualità dell'«odalisca dal ventre giallo» ivi raffigurata. Non a caso, Manet si accosta alla figura di Courbet anche per la sua spiccata insofferenza ai convenzionalismi accademici.
Tra i diversi debitori dell'arte di Courbet, infine, degni di menzione sono Carolus-Duran, Antoine Guillemet, Henri Fantin-Latour e Pierre-Auguste Renoir.

## Opere
- Autoritratto con cane nero, 1842, Museo del Petit Palais, Parigi
- Ritratto di Juliette, 1842, Museo Courbet, Ornans
- Uomo disperato, 1843-1845, collezione privata
- La baccante, 1844-1877, Fondazione Rau, Colonia
- Gli spaccapietre, 1849, distrutta nel 1945
- Un dopocena a Ornans, 1849, Museo delle belle arti, Lilla
- Funerale a Ornans, 1849-1850, Museo d'Orsay, Parigi
- I lottatori, 1853, Museo di belle arti, Budapest
- Le bagnanti, 1853, Museo Fabre, Montpellier
- L'atelier del pittore, 1854-1855, Museo d'Orsay, Parigi
- La sonnambula, 1855, Museo delle Belle Arti e di Archeologia, Besançon
- Fanciulle sulla riva della Senna, 1857, Museo del Petit Palais, Parigi
- Donna nuda con cane, 1861-1862, Museo d'Orsay, Parigi
- Donna con le calze bianche, 1864, Fondazione Barnes, Filadelfia
- Donna con pappagallo, 1866,  Metropolitan Museum of Art,  New York
- Il Sonno, 1866, Museo del Petit Palais, Parigi
- L'origine del mondo, 1866, Museo d'Orsay, Parigi
- Donna alla sorgente, 1868, Metropolitan Museum of Art, New York
- Donna tra le onde, 1868, Metropolitan Museum of Art, New York
- La sorgente, 1868, Museo d'Orsay, Parigi